# Черна коата
Черната коата (Ateles paniscus) е вид бозайник от семейство Паякообразни маймуни (Atelidae). Видът е световно застрашен, със статут Уязвим.

## Разпространение и местообитание
Разпространен е в Бразилия, Гвиана, Суринам и Френска Гвиана.